# Axel Turesson (Natt och Dag)
Axel Turesson (Natt och Dag), född 21 juni 1621 i Otterstads församling, död 23 augusti 1647 i Stockholm, var en svensk kammarherre hos Drottning Kristina och landshövding i Stockholms län. Han var herre till Dagöholm i Lerbo socken och Tynnelseö på Selaön i Södermanland samt Forsvik i Västergötland. 
I Strängnäs domkyrka finns ett ovalt Natt och Dag vapen utanför gravkoret samt sonens friherrliga vapen i Tynnelseöns gravkor.

## Biografi
Axel Turesson (Natt och Dag) föddes 1621 på Traneberg i Otterstads församling. Han var son till assessorn Ture Axelsson (Natt och Dag) i Svea hovrätt och Ebba Axelsdotter Posse. Axel Turesson blev i mars 1633 student vid Uppsala universitet och han blev 1639 kammarherre hos Drottning Kristina. Han utnämndes 17 maj 1645 till landshövding i Stockholms län. Axel Turesson avled 1647 i Stockholm och begravdes 21 november samma år i Riddarholmskyrkan. Hans kropp gravsattes senare i Tynnelsögraven i Strängnäs domkyrka med Elisabet Carlsdotter (Gyllenhielm) och Baltasar Marschalk.
Axel Turesson ägde gårdarna Dagöholm i Lerbo socken, Tynnelseö i Överselö socken och Forsvik i Västergötland.

### Familj
Axel Turesson gifte sig 13 november 1645 på Stockholms slott med Elisabet Carlsdotter (Gyllenhielm) (1622–1682), dotter till hertig Karl Filip av Södermanland och Elisabet Sevedsdotter Ribbing. De fick tillsammans sonen studenten Carl Axelsson (Natt och Dag) (1647–1664) vid Uppsala universitet. Efter Axel Turesson gifte Elisabet Carlsdotter om sig med hovmarskalken Baltasar Marschalk.